# Ярамаз, Неманья
Неманья Ярамаз (серб. Немања Јарамаз, род. 10 июля 1991, Никшич, Югославия) — сербский профессиональный баскетболист, играющий на позиции атакующего защитника. Выступает за баскетбольный клуб «Динамик».

## Карьера
В 2006 году Ярамаз стал выступать за молодёжные команды «Партизана». В сезоне 2009/2010 был отдан в аренду в «Мега Визура». В 2010 году Неманья вернулся в «Партизан» и стал выступать за основной состав белградской команды. В марте 2012 года вновь был отдан в аренду в «Мега Визуру» до окончания сезона 2011/2012.
В июне 2012 года Ярамаз подписал контракт на один год с клубом «Бьелла». В январе 2013 года, Неманья покинул итальянскую команду и в том же месяце перешёл в «Астану» на оставшуюся часть сезона.
В июле 2013 года, Неманья подписал однолетний контракт с клубом «Турув».
В ноябре 2013 года Ярамаз был признан «Лучшим молодым игроком» Единой лиги ВТБ по итогам месяца. В 2 ноябрьских матчах Неманья проводил на площадке в среднем 24,5 минуты и набирал 18,5 очка, 3,0 передачи, 2,5 подбора, 2,5 перехвата и 24,0 балла за эффективность действий.
В июле 2014 года, продлил контракт с польской командой ещё на 1 сезон.
В сентябре 2015 года Ярамаз стал игроком «Будучности».

## Сборная Сербии
Выступал за сборную Сербии различных возрастов. В 2007 году принял участие в чемпионате Европы среди юношей до 16 лет став чемпионом Европы, а в 2009 году на чемпионате Европы среди юношей до 18 лет, вновь стал победителем турнира.

## Личная жизнь
Младший брат Неманьи — Огнен Ярамаз, также является профессиональным баскетболистом.

## Достижения

### Клубные
- Чемпион Адриатической Лиги: 2010/2011
- Чемпион Польши: 2013/2014
- Чемпион Сербии: 2010/2011
- Обладатель Кубка Радивоя Корача: 2010/2011
- Обладатель Кубка Черногории: 2015/2016

### Сборная Сербии
- Победитель чемпионата Европы (до 18 лет): 2009
- Победитель чемпионата Европы (до 16 лет): 2007